# Caphornia carnea
Caphornia carnea är en fjärilsart som beskrevs av Druce 1903. Caphornia carnea ingår i släktet Caphornia och familjen nattflyn. Inga underarter finns listade i Catalogue of Life.